# 田中和樹
田中 和樹（たなか かずき、2000年1月13日 - ）は、栃木県下野市出身のプロサッカー選手。Jリーグ・ジェフユナイテッド千葉所属。ポジションはフォワード、ミッドフィールダー。

## 来歴
中学時代は東京ヴェルディ1969の育成組織に所属していた。浦和学院高校在学中の2017年5月19日、FC東京の特別指定選手に承認された。同月21日、FC東京U-23の選手としてJ3リーグのグルージャ盛岡戦に出場しJリーグデビューを果たした。高校卒業後は法政大学に進学。

### 京都サンガF.C.
2021年5月20日、2022年シーズンからの京都サンガF.C.加入内定、ならびに特別指定選手承認が発表された。

### ジェフユナイテッド市原・千葉
2023年より、ジェフユナイテッド市原・千葉へ期限付き移籍。2024年から完全移籍に移行。

## 所属クラブ
- パルSC[1]
- 2012年 - 2015年 ヴェルディSS小山（下野市立南河内第二中学校）
- 2015年 - 2018年 浦和学院高校
  - 2017年5月 - 同年12月 FC東京（特別指定選手）
- 2018年 - 2022年 法政大学
  - 2021年5月 - 同年12月 京都サンガF.C.（特別指定選手）
- 2022年 - 2023年  京都サンガF.C.
  - 2023年  ジェフユナイテッド市原・千葉 (期限付き移籍)
- 2024年 - ジェフユナイテッド市原・千葉

## 個人成績
| 国内大会個人成績 | 国内大会個人成績 | 国内大会個人成績 | 国内大会個人成績 | 国内大会個人成績 | 国内大会個人成績 | 国内大会個人成績 | 国内大会個人成績 | 国内大会個人成績 | 国内大会個人成績 | 国内大会個人成績 | 国内大会個人成績 |
| 年度             | クラブ           | 背番号           | リーグ           | リーグ戦         | リーグ戦         | リーグ杯         | リーグ杯         | オープン杯       | オープン杯       | 期間通算         | 期間通算         |
| 年度             | クラブ           | 背番号           | リーグ           | 出場             | 得点             | 出場             | 得点             | 出場             | 得点             | 出場             | 得点             |
| 日本             | 日本             | 日本             | 日本             | リーグ戦         | リーグ戦         | リーグ杯         | リーグ杯         | 天皇杯           | 天皇杯           | 期間通算         | 期間通算         |
| ---------------- | ---------------- | ---------------- | ---------------- | ---------------- | ---------------- | ---------------- | ---------------- | ---------------- | ---------------- | ---------------- | ---------------- |
| 2017             | F東23            | 48               | J3               | 3                | 0                | -                | -                | -                | -                | 3                | 0                |
| 2019             | 法政大           | 28               | -                | -                | -                | -                | -                | 3                | 0                | 3                | 0                |
| 2022             | 京都             | 28               | J1               | 1                | 0                | 6                | 0                | 5                | 0                | 12               | 0                |
| 2023             | 千葉             | 16               | J2               | 38               | 2                | -                | -                | 1                | 0                | 39               | 2                |
| 2024             | 千葉             | 7                | J2               | 33               | 5                | 1                | 0                | 3                | 0                | 37               | 5                |
| 2025             | 千葉             | 7                | J2               |                  |                  |                  |                  |                  |                  |                  |                  |
| 通算             | 日本             | 日本             | J1               | 1                | 0                | 6                | 0                | 5                | 0                | 12               | 0                |
| 通算             | 日本             | 日本             | J2               | 71               | 7                | 1                | 0                | 4                | 0                | 76               | 7                |
| 通算             | 日本             | 日本             | J3               | 3                | 0                | -                | -                | -                | -                | 3                | 0                |
| 通算             | 日本             | 日本             | 他               | -                | -                | -                | -                | 3                | 0                | 3                | 0                |
| 総通算           | 総通算           | 総通算           | 総通算           | 75               | 7                | 7                | 0                | 12               | 0                | 94               | 7                |

- 2017年・2021年は特別指定選手。2021年は特別指定選手としての公式戦出場無し。

その他の公式戦
- 2023年
  - J1昇格プレーオフ 1試合0得点

- Jリーグ初出場 - 2017年5月21日 J3第9節 いわてグルージャ盛岡戦 (いわぎんスタジアム)
- Jリーグ初得点 - 2023年10月8日 J2第38節 水戸ホーリーホック戦 (フクダ電子アリーナ)

- Jリーグカップ初出場 - 2022年2月23日 Cグループ第1節 柏レイソル戦 (サンガスタジアム by KYOCERA)

## タイトル

### 個人
- J2リーグベストイレブン：1回（2024年）